# Пшеничный, Олег Викторович
Олег Викторович Пшеничный (24 февраля 1973 года) — мастер спорта СССР (хоккей с мячом), двукратный вице-чемпион мира.

## Биография
Начал игровую карьеру в Новосибирске. За шесть сезонов он стал одним из лучших вратарей страны, чемпионом и вице-чемпионом.
Следующим клубом Олега стал армейский клуб Екатеринбурга.
В 2001 году Пшеничный перешёл в первоуральский «Уральский трубник».
Привлекался в сборную, в составе которой дважды становился вице-чемпионом мира.
В настоящее время работает тренером вратарей в «Сибсельмаше»

## Достижения
- Серебряный призёр чемпионата мира: 1995, 1997.
- Бронзовый призёр турнира на призы Правительства России: 1994.
- Чемпион России: 1995.
- Серебряный призёр чемпионата России: 1994.
- Серебряный призёр чемпионатов мира среди юношей: 1989.
- Серебряный призёр чемпионатов мира среди юниоров: 1992.
- Входил в список 22 лучших игроков сезона в 1993, 1994, 1995, 1996 годах.
- Лучший вратарь сезона: 1994.